# Lacroix-Saint-Ouen

Lacroix-Saint-Ouen este o comună în departamentul Oise, Franța. În 1 ianuarie 2022 avea o populație de 5.175 de locuitori.